# Новомиколаївка (Молочанська міська громада)
Новомикола́ївка — село в Україні, у Молочанській міській громаді Пологівського району Запорізької області. Населення складає 704 осіб. До 2020 року орган місцевого самоврядування — Новомиколаївська сільська рада.

## Географія
Село Новомиколаївка розташоване за 127 км від обласного центру, 77 км від районного центру та 22 км від міста Токмака, на берегах річки Курушан, вище за течією на відстані 0,5  км розташоване село Мостове, нижче за течією на відстані 1  км розташоване село Курошани.

## Історія
Село засноване у 1922 році переселенцями з Новомихайлівки колишнього Чернігівського району.
12 червня 2020 року, відповідно до розпорядження Кабінету Міністрів України від № 713-р «Про визначення адміністративних центрів та затвердження територій територіальних громад Запорізької області», Новомиколаївська сільська рада об'єднана з Молочанської міської громади.
17 липня 2020 року, в результаті адміністративно-територіальної реформи та ліквідації Токмацького району, село увійшло до складу новоутвореного Пологівського району.

## Економіка
- СВК «Дружба».

## Об'єкти соціальної сфери
- Середня загальноосвітня школа.
- Дитячий садочок.
- Будинок культури.
- Амбулаторія.